# Hutchinson (Kansas)
Hutchinson é uma cidade localizada no estado americano de Kansas, no Condado de Reno.

## Demografia
Segundo o censo americano de 2000, a sua população era de 40.787 habitantes.
Em 2006, foi estimada uma população de 41.085, um aumento de 298 (0.7%).

## Geografia
De acordo com o United States Census Bureau tem uma área de
54,9 km², dos quais 54,7 km² cobertos por terra e 0,2 km² cobertos por água. Hutchinson localiza-se a aproximadamente 468 m acima do nível do mar.

## Localidades na vizinhança
O diagrama seguinte representa as localidades num raio de 20 km ao redor de Hutchinson.